# Riksdagsledamot
En riksdagsledamot (även kallad riksdagsman eller riksdagskvinna) är i Sverige och Finland en parlamentsledamot, det vill säga en politiker som är ledamot av landets riksdag. Riksdagsledamöternas främsta uppgift är att stifta lagar. 

## Sverige
Sedan 1976 har Sveriges riksdag 349 ledamöter. De väljs vart fjärde år som representanter för sina respektive valkretsar runt om i landet. Sedan representationsreformen 1866 utgår arvoden för arbetet i den svenska riksdagen, och ledamöterna har även särskilda pensionsförmåner och traktamenten.
En riksdagsledamot kan i samband med fällande dom för grova brott i domstol också enligt regeringsformen avsättas från sin post. Detta skedde första gången 1996 och skedde också 2001.

## Finland
Finlands riksdag har 200 ledamöter, vilka vart fjärde år väljs i allmänna, fria, proportionella och hemliga val av myndiga finländska medborgare.